# Marie Darrieussecq
Marie Darrieussecq (Bayonne, 3 gennaio 1969) è una scrittrice francese, allieva nel 1990 della École normale supérieure e dottore in letteratura.
Ha mostrato interesse anche verso la lingua basca, oltre che il francese.

## Biografia
Si è laureata a Parigi, con un saggio intitolato Hervé Guibert, l'homme qui disait tout? La sua tesi si intitolava "Moments critiques dans l'autobiographie contemporaine, l'ironie tragique et l'autofiction chez Serge Doubrovsky, Hervé Guibert, Michel Leiris et Georges Perec ". 
Per un periodo è stata docente di letteratura a Lilla. Risiede a Parigi.
Troismi, libro a cui deve la fama, racconta la graduale metamorfosi di una giovane impiegata in scrofa. Lo stile e le tematiche richiamano Kafka, Will Self e Italo Calvino.
Come in questi scrittori, i suoi temi predominanti sono la trasformazione, la morte, il sogno.
Le sue opere sono state tradotte in italiano (lingua che anche Marie Darieussecq conosce) e pubblicate dalla casa editrice Guanda.

## Opere
- 1996 - Truismes (Troismi)
- 1998 - Naissance des fantômes (Nascita dei fantasmi)
- 1999 - Le mal de mer (Il mal di mare)
- 1999 - Précisions sur les vagues
- 2000 - La plage
- 2001 - Bref séjour chez les vivants
- 2002 - Le Bébé
- 2003 - White
- 2005 - Le Pays
- 2019 - Il mare sottosopra (La mer à l'envers), trad. Maurizia Balmelli, Einaudi 2021